# 佩尔戈拉
佩尔戈拉（義大利語：Pergola），是意大利佩萨罗-乌尔比诺省的一个市镇。总面积113.46平方公里，人口6735人，人口密度59.4人/平方公里（2008年）。ISTAT代码为041043。